# (26501) Sachiko
(26501) Sachiko est un astéroïde de la ceinture principale.

## Description
(26501) Sachiko est un astéroïde de la ceinture principale. Il fut découvert le 2 février 2000 à Ōizumi par Takao Kobayashi. Il présente une orbite caractérisée par un demi-grand axe de 2,67 UA, une excentricité de 0,20 et une inclinaison de 13,1° par rapport à l'écliptique.

## Compléments